# Samantha Strong
Samantha Strong (nascida com o nome de Samona Susan Shields, em 09 de fevereiro de 1967, em Seattle, Washington, Estados Unidos) é uma ex-atriz pornográfica e modelo erótica.

## Biografia
Samantha foi apresentada à indústria do cinema pornô em uma cerimônia da VSDA por Ron Jeremy e começou a atuar em filmes hardcore aos 19 anos, no outono de 1986. Entre as produtoras mais notáveis que Samantha trabalhou estão Rosebud, Vidco Entertainment, CDI Home Video, Filmco Releasing e Leisure Time Entertainment.
Ela ganhou um AVN Award de melhor nova atuação em 1988. No final dos anos 1980, Samantha teve uma disputa contratual com a empresa Vivid Entertainment, decorrente de sua recusa em atuar com Jeff Stryker, pois ele também à época fazia pornografia gay e portanto, apresentaria um risco de contágio de AIDS.
Samantha foi introduzida no AVN Hall of Fame em 1995. Retirou-se da indústria de filmes adultos no final dos anos 1990.
Já esteve em um relacionamento com o informante e escritor Jimmy Keene.

## Cultura Popular
A música Greatest Film Actress de 1990, da banda de punk rock estadunidense The Squids, declara Samantha como "a melhor atriz do cinema de todos os tempos".